# Olulis lignulina
Olulis lignulina är en fjärilsart som beskrevs av Walker 1863. Olulis lignulina ingår i släktet Olulis och familjen nattflyn. Inga underarter finns listade i Catalogue of Life.